# Liste der Baudenkmäler im Bonner Ortsteil Lengsdorf
Die folgende Liste enthält in der Denkmalliste ausgewiesene Baudenkmäler auf dem Gebiet des Bonner Ortsteils Lengsdorf im Stadtbezirk Hardtberg.
Hinweis: Die Reihenfolge der Denkmäler in dieser Liste orientiert sich an den Straßennamen und ist alternativ nach Hausnummern, Denkmallistennummer oder Bezeichnung sortierbar.
Basis ist die offizielle Denkmalliste der Stadt Bonn (Stand: 15. Januar 2021), die von der Unteren Denkmalbehörde geführt wird. Grundlage für die Aufnahme in die Denkmalliste ist das Denkmalschutzgesetz Nordrhein-Westfalens.
| Bild                     | Bezeichnung                          | Lage                               | Beschreibung                                                             | Bauzeit                                                            | Eingetragen seit | Denkmal- nummer |
| ------------------------ | ------------------------------------ | ---------------------------------- | ------------------------------------------------------------------------ | ------------------------------------------------------------------ | ---------------- | --------------- |
| Stadtgrenzstein von 1904 | Stadtgrenzstein von 1904             | Flodelingsweg/Hainstraße Karte     | ehemaliger Grenzstein zwischen der Stadt Bonn und der Gemeinde Lengsdorf | 1904                                                               |                  | A 1504          |
| Holzwegekreuz Lengsdorf  | Holzwegekreuz Lengsdorf              | Im Mühlenbach/ Lingsgasse Karte    |                                                                          | 1840/1970                                                          |                  | A 3876          |
| weitere Bilder           | Kirche St. Petri in Ketten Lengsdorf | Uhlgasse 1 Karte                   | Architekten: Jakob Stumpf (1935), Toni Kleefisch (1953)                  | 13. Jahrhundert, 1894 (Seitenschiff), 1935 (Vorhalle), 1953 (Turm) |                  | A 1185          |
| BW                       |                                      | Uhlgasse 2 Karte                   |                                                                          |                                                                    |                  | A 309           |
| Pfarrhaus                | Pfarrhaus                            | Uhlgasse 8 / Ippendorfer Weg Karte |                                                                          |                                                                    |                  | A 3003          |
| BW                       |                                      | Uhlgasse 22 Karte                  |                                                                          |                                                                    |                  | A 318           |
| BW                       |                                      | Villemombler Straße 173 Karte      |                                                                          |                                                                    |                  | A 680           |